# エイロート

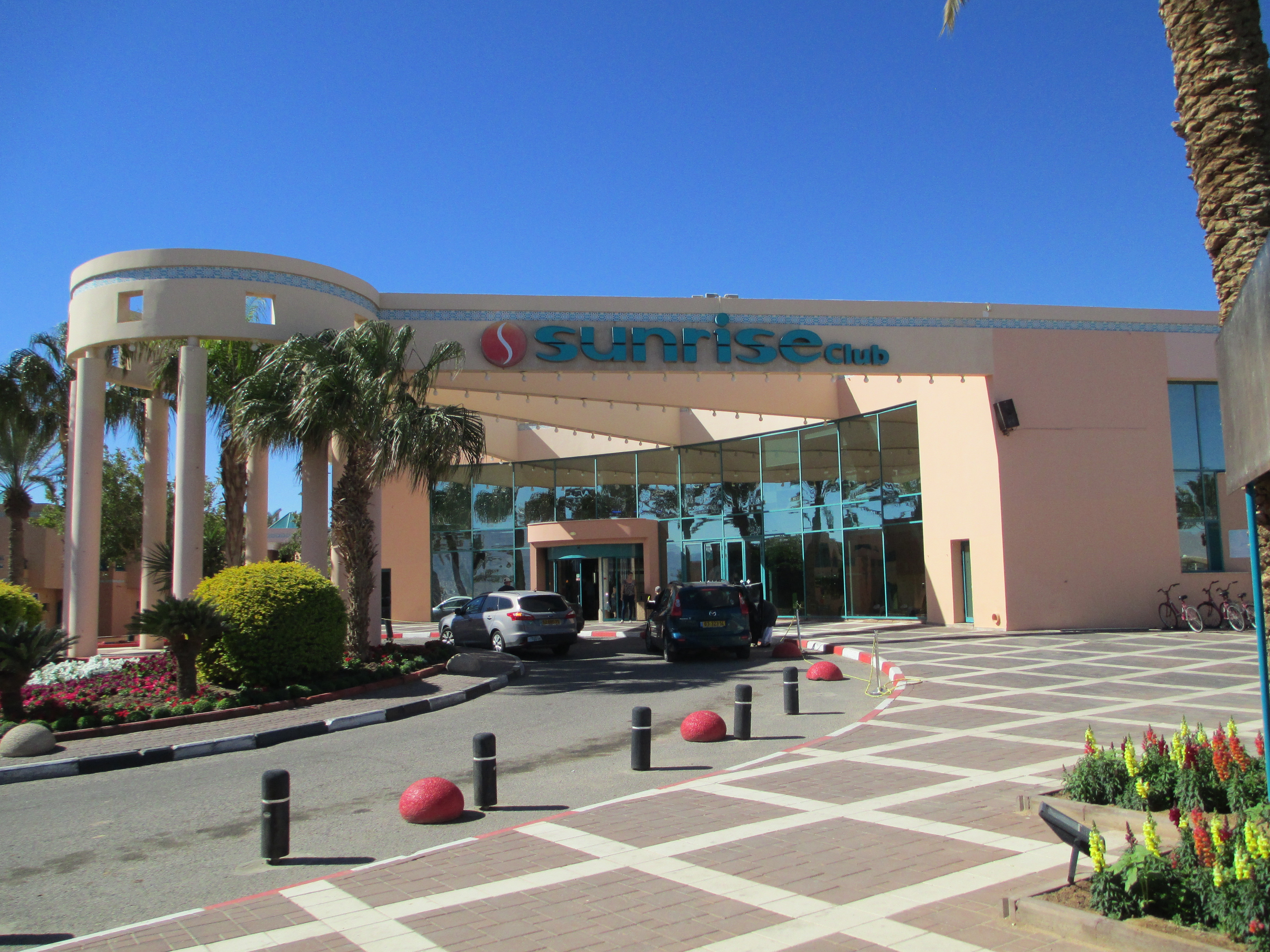
エイロートの Sunrise Club Hotel

エイロート（英: Eilot、ヘブライ語: אֵילוֹת）は、イスラエルで最も南に位置するキブツ。アラバの谷に位置し、ヨルダンとの国境に近。エイロートは、エイラートの北にあり、1kmも離れておらず、紅海から北へ3kmあまりの距離にある。このキブツは、へベル・エイロート地域評議会に帰属している。 2021年の時点で、人口は362人であった。
当地は、ナツメヤシの果樹園で特に知られる他、野菜類、各種の果実、漁業、観光業などがおもな産業となっている。

## 地名の由来
この集落の名称の起源は、エツヨン・ゲベルの近傍にあったとして聖書に登場する都市エイラート (Eilat) であり、エイロート (Eilot) とも称された。この都市の名は、列王記 9:26「ソロモン王エドムの地紅海の濱に於てエラテの邊なるエジオンゲベルにて船數雙を造れり」に「エラテ (Eloth)」として登場する。
この部分で言及されているエラテは、今日のキブツ・エイロートの位置に近いと考えられている。
1962年7月14日におこなわれた投票によって、大多数の票が、このキブツの新しい名称としてエイロートを選んだ。

## 歴史
キブツ・エイロートは、エイラートからやって来た15人の青年たちによって1955年6月16日に創始されたが、これはイスラエル各地の隅々までキブツを建設しなければならないと考えていたイツハク・タベンキンの助言を受けた動きであった。エイラートへ降りて行くことは、当時のイスラエル政府やユダヤ機関の見解に反していた。入植したメンバーたちは、紅海に面したウム・ラシュレシュ (Umm Rashresh) の3軒の小屋に住み込んで、恒久的な集落を建設する準備として、農業に従事した。
1959年、キブツの恒久的な場所を、かつてアラブ人の村があった跡地で、肥沃な土地が見出されたナハル・ロデド (Nahal Roded) に定めることが決した。キブツの建設は、建物の建築から始まり、キブツのメンバーは1962年末までに現地に移り住んだ。
正式なアリーヤーの式典は1962年12月におこなわれたが、この時点でキブツの住民は60名となっており、その半数はキブツのメンバーで、残りの半数は統一キブツ運動 (United Kibbutz Movement) から派遣された増員であった。彼らは700ドゥナムの土地を農地とし、そのうち300ドゥナムでナツメヤシ、野菜、果実類を栽培した。また、業務用の洗濯施設が設けられ、エイラートのホテルや、エイラート港に停泊する船舶、近傍のキブツであるヨトバタなどにサービスを提供した。エイロートのキブツは、しばらくの間、商業的な漁業もおこなっており、酪農場や養鶏場も設けられた。また、変圧器を製造する工場も開設された。
今日では、観光業も重要な産業となっている。